# Istarate
Istarate (Ishtarat) era uma divindade semita adorada na cidade de Mari, na Síria. Seu templo foi encontrado em 1952. Era provavelmente uma variante de Istar, que era adorado ao lado de Istarate em Mari.